# Anschlag auf den Boston-Marathon

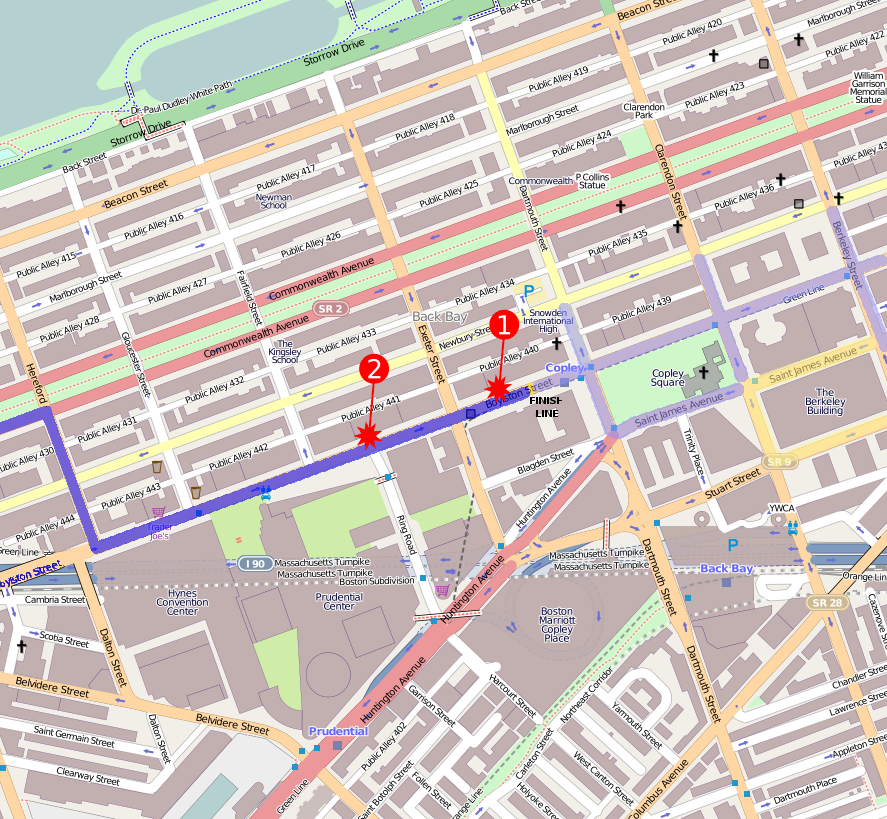
Orte der beiden Explosionen entlang der Boylston Street in Boston

Der Anschlag auf den Boston-Marathon war ein Sprengstoffanschlag auf den jährlich am Patriots’ Day in Boston im US-Bundesstaat Massachusetts stattfindenden Stadtmarathon. Am Montag, dem 15. April 2013, explodierten gegen 14:50 Uhr EDT im Abstand von 13 Sekunden zwei in Rucksäcken  versteckte Sprengsätze auf der Zielgeraden des Boston-Marathons. Durch die Explosionen wurden drei Menschen getötet und 264 verletzt. US-amerikanische Bundesbehörden stuften den Bombenanschlag als terroristischen Akt ein. Die GTD (Global Terrorism Database) rechnet den Anschlag dem „muslimischen Extremismus“ zu.
Auf der Flucht der beiden tatverdächtigen Brüder Dschochar und Tamerlan Zarnajew wurde am Abend (Ortszeit) des 18. April 2013 der Polizist Officer Sean Collier auf dem Campus des Massachusetts Institute of Technology getötet, bei einem darauffolgenden Schusswechsel in Watertown wurden ein Polizist schwer und Tamerlan Zarnajew tödlich verletzt, sein Bruder Dschochar Zarnajew konnte fliehen. Er konnte nach einer groß angelegten Fahndung am Abend des 19. April 2013 in Watertown festgenommen werden. Dschochar Zarnajew wurde wegen Verwendung von Massenvernichtungsmitteln (unkonventioneller Sprengsatz) sowie heimtückischer Zerstörung von Eigentum mit Todesfolge vor einem US-Bundesgericht angeklagt. Am 8. April 2015 wurde er von einem Geschworenengericht in allen 30 Anklagepunkten schuldig gesprochen. Am 15. Mai wurde Zarnajew von einem Bundesgericht zum Tode verurteilt.

## Ablauf

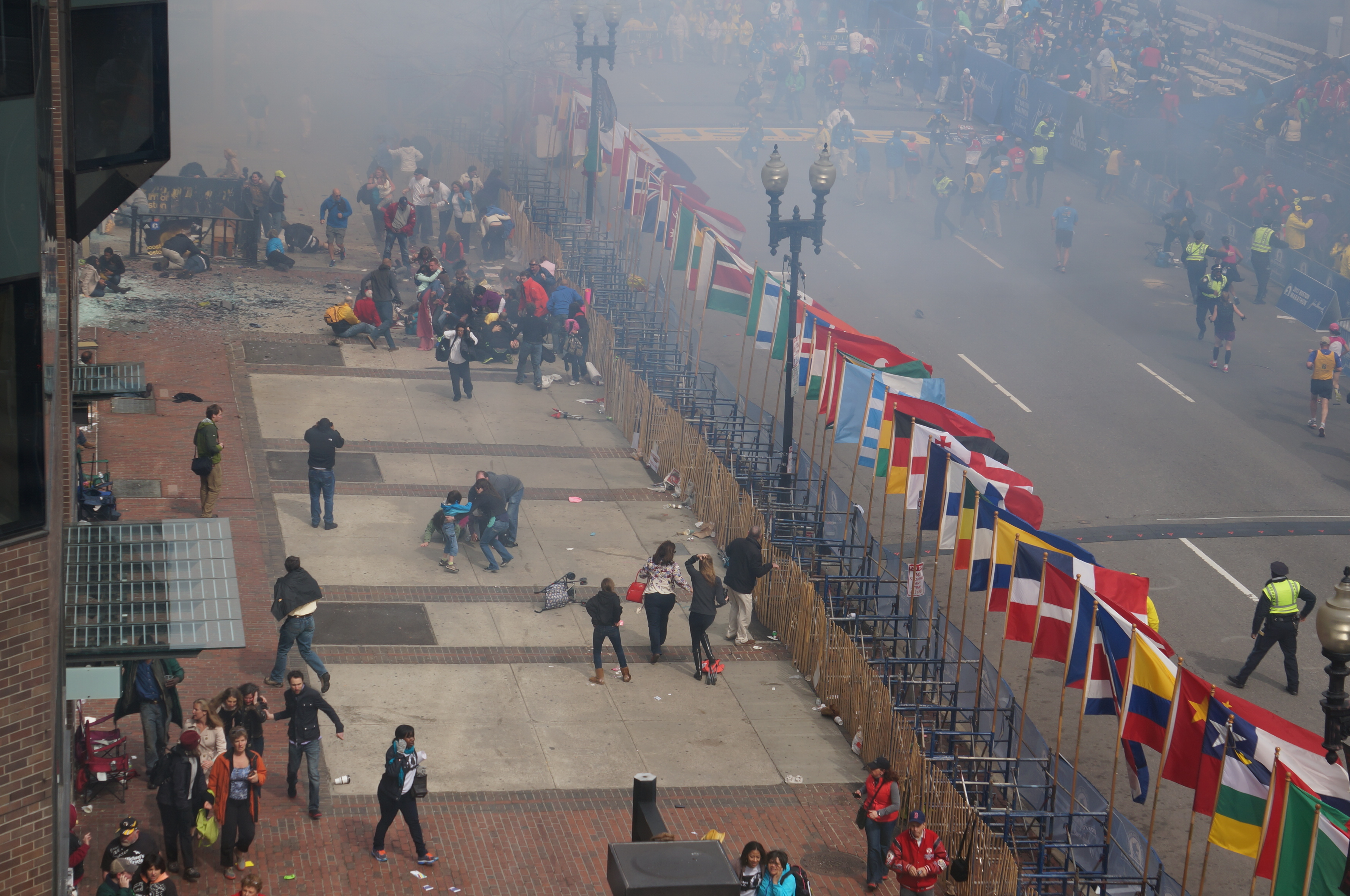
Blick auf den Explosionsort der ersten Bombe etwa eine Minute nach der Explosion

Rund zwei Stunden nachdem die schnellsten Läufer das Ziel erreicht hatten, explodierten um 14:50 Uhr Ortszeit im Bereich des Zieleinlaufs auf der Boylston Street im Abstand von 13 Sekunden zwei Sprengsätze: der erste vor einem Geschäft in der Boylston Street 671, der zweite vor einem Restaurant in der Boylston Street 755 etwa 20 m bzw. 200 m von der Ziellinie entfernt.
Die Druckwellen beschädigten zahlreiche Hausfassaden und ließen die Fensterscheiben der Boston Public Library (Boylston Street 700) zerbersten. Die Läufer, die noch im Stadtpark Boston Common und auf dem Kenmore Square unterwegs waren, wurden nach den Explosionen in Sicherheit gebracht.
Zunächst wurden weitere Sprengsätze vermutet, weshalb mehrere verdächtige Gegenstände gesprengt, ein benachbartes Hotel geräumt, der Luftraum von Massachusetts gesperrt und alle Flüge des Logan International Airport gestrichen wurden. Die Massachusetts Bay Transportation Authority stellte nach der Explosion den öffentlichen Nahverkehr in Boston zwei Stunden lang ein. Die Sprengkörper wurden kurz nach den Explosionen als unkonventionelle Sprengvorrichtungen identifiziert.
In der Folge wurden die Sicherheitsvorkehrungen auch in New York City und Washington, D.C. verschärft, unter anderem am Weißen Haus. Das FBI sowie die CIA und das NCTC stuften das Bombenattentat als terroristischen Akt ein. Die Mobilfunkdienste waren nach den Explosionen verfügbar, aber zeitweise überlastet. Das Boston Police Department schaltete eine Hotline für Menschen, die Verwandte oder Bekannte unter den betroffenen Marathonläufern hatten. Außerdem wurde der für Katastrophen entwickelte Online-Dienst Google Vermisstensuche aktiviert.

## Opfer

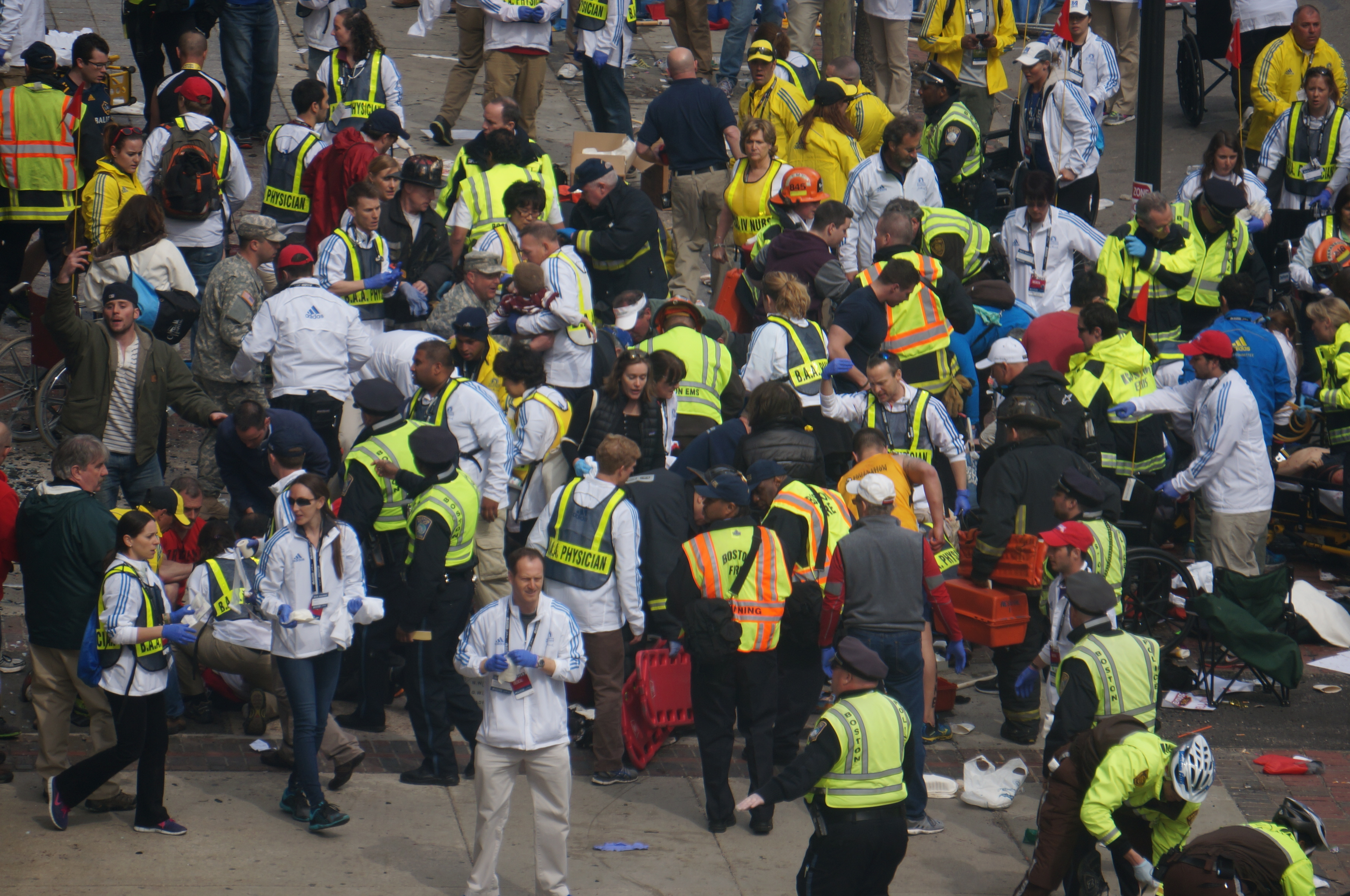
Erstversorgung der Opfer am ersten Explosionsort

Infolge der Explosionen starben drei Zuschauer des Marathons, 264 Zuschauer und Läufer wurden verletzt. Die Todesopfer waren die 29-jährige Restaurantmanagerin Krystle Campbell aus Medford, Massachusetts, die 23-jährige Austauschstudentin Lü Lingzi (chinesisch 吕令子) aus Shenyang in China sowie der aus dem Bostoner Stadtteil Dorchester stammende achtjährige Martin Richard.
Ein großer Teil der Verletzten wurde durch Bombensplitter im Bereich der Beine verletzt, da die Sprengsätze in Rucksäcken versteckt am Boden platziert worden waren. Mindestens 14 Verletzten mussten Gliedmaßen amputiert werden. Einige der verletzten Läufer waren für die Opfer und Hinterbliebenen des sich vier Monate zuvor ereigneten Amoklaufs an der Sandy Hook Elementary School gelaufen, nachdem ein lokaler Sender zuvor einen Wohltätigkeitsaufruf gestartet hatte.

## Reaktionen
Am 16. April 2013 ordnete US-Präsident Barack Obama zu Ehren der Opfer des Anschlags an, alle Flaggen am Weißen Haus, an allen öffentlichen Gebäuden im Land sowie allen weltweiten Militäreinrichtungen und Botschaften vier Tage lang auf halbmast wehen zu lassen.
Die NHL und NBA sagten die Spiele der in Boston beheimateten Teams am Montag vorläufig ab. Das Boston Symphony Orchestra strich aus Solidaritätsgründen alle Auftritte am 15. und 16. April. Im Baseball-Stadion der New York Yankees spielten die Yankees die Hymne ihres Erzrivalen Boston Red Sox.
Am 18. April 2013 fand um 11 Uhr Ortszeit die zentrale Gedenkveranstaltung des Terroranschlags in der Cathedral of the Holy Cross mit Präsident Barack Obama, Gouverneur Deval Patrick und dem ehemaligen Gouverneur Mitt Romney statt.
Die Marathonläufe in Hamburg, in London und in Nagano am 21. April 2013 fanden unter teilweise erhöhten Sicherheitsvorkehrungen statt. Die Teilnehmer legten Gedenkminuten ein.
Zur finanziellen Unterstützung der Opfer und Hinterbliebenen des Anschlags ließen Gouverneur Deval Patrick und der Bürgermeister von Boston Thomas Menino den Hilfsfonds One Fund Boston einrichten; dieser erhielt bis 2013 etwa 64 Millionen US-Dollar Spenden.
Boston Strong

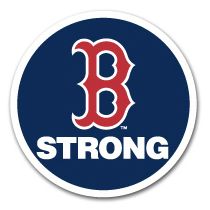
Emblem der Boston Red Sox zu Ehren der Opfer des Anschlags

Zwei Studenten des Emerson College entwarfen nach dem Attentat ein Tribut-T-Shirt mit der Aufschrift Boston Strong in den offiziellen Farben der Boston Athletic Association und boten es in Spendenabsicht zum Verkauf an. Der Begriff Boston Strong wurde später von zahlreichen Politikern und Prominenten verwendet. So fand unter dem Titel Boston Strong am 30. Mai 2013 ein Benefizkonzert für die Opfer und Hinterbliebenen im TD Garden statt, unter anderem mit den Dropkick Murphys, Aerosmith, den New Kids on the Block, James Taylor, Jason Aldean, Jimmy Buffett und Carole King. Die Großveranstaltung brachte dem One Fund Boston über zwei Millionen US-Dollar ein.

## Ermittlungen

### Identifizierung der Täter

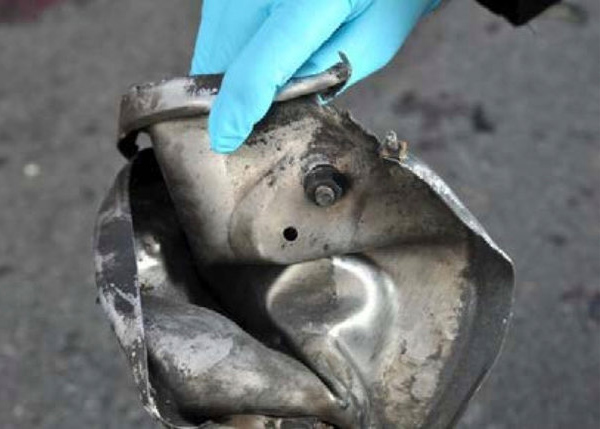
Deckel des als Bombe benutzten Schnellkochtopfes

Die Ermittlungen wurden vom Federal Bureau of Investigation (FBI) übernommen, unterstützt vom Bureau of Alcohol, Tobacco, Firearms and Explosives (ATF), der Central Intelligence Agency (CIA), dem National Counterterrorism Center (NCTC) sowie der Drug Enforcement Administration (DEA). Es gab nach Angaben der Behörden keine Hinweise auf einen bevorstehenden Anschlag. Als Sprengsätze wurden mit Schwarzpulver gefüllte Schnellkochtöpfe aus Chromstahl verwendet, die Nägel, Luftpistolen-Stahlkugeln und Kugeln aus Kugellagern enthielten, um die Explosionswirkung zu verstärken. Dieser Bombentyp ist vergleichsweise einfach zu bauen und Bauanleitungen sind vielerorts verfügbar. Der deformierte Deckel eines der Druckkochtöpfe wurde auf dem Dach eines Hauses gefunden. Man fand Überreste von zwei schwarzen Rucksäcken, die dem Transport und der Deponierung der Bomben gedient hatten. Die Bomben wurden durch Bauteile für funkferngesteuerte Modellautos ferngezündet.
Das FBI bat die Bevölkerung darum, alle Bild- und Videoaufnahmen der Anschläge einzusenden. Am Nachmittag des 18. April präsentierte das FBI basierend auf deren Auswertung und auf Zeugenaussagen Bilder und Videos von zwei Tatverdächtigen; nach Hinweisen aus der Bevölkerung wurden diese bald als Dschochar und Tamerlan Zarnajew identifiziert.

### Verfolgung und Festnahme
Karte von Boston, Ablauf der Ereignisse (Zeitangaben in Ortszeit):
1) 15. April, 14:50 Uhr – Bombenanschlag auf den Boston-Marathon.
2) 18. April, 22:30 Uhr – Polizist Sean Collier wird auf dem Campus des MIT erschossen.
3) 18. April, 23:00 Uhr – Die Zarnajew-Brüder entführen einen SUV.
4) 18. April, kurz danach – Der Fahrer des SUV entkommt.
5) 18. April, 23:18 Uhr – Überwachungskameras zeigen die Brüder an einem Geldautomaten.
6) 19. April, 01:00 Uhr – Schusswechsel mit der Polizei in Watertown. Tamerlan Zarnajew wird tödlich verwundet. Dschochar Zarnajew entkommt.
7) 19. April, 19:30 Uhr – Dschochar wird in einem Boot in Watertown gefunden, Schusswechsel und Verhandlungen mit der Polizei. Festnahme Dschochars.
Fünf Stunden nachdem das FBI die Fahndungsbilder der Tatverdächtigen veröffentlicht hatte, wurde der 26-jährige MIT Patrol Officer Sean Collier auf dem Campus des Massachusetts Institute of Technology in seinem parkenden Polizeifahrzeug von hinten mit mehreren Schüssen getötet. Die Polizei vermutete, dass die Zarnajew-Brüder eine weitere Schusswaffe erbeuten wollten; wegen des komplizierten Holsters misslang dies jedoch.
Im benachbarten Cambridge entführten die Zarnajew-Brüder einen SUV und zwangen den Fahrer, 800 US-Dollar an einem Geldautomaten abzuheben. Die Entführer sagten dem Fahrer, sie seien für die Bombenanschläge auf den Boston-Marathon und den Tod des MIT-Polizisten verantwortlich; da er kein US-Staatsbürger sei, würden sie ihn nicht töten. Der Fahrer konnte kurz danach flüchten; da sein Mobiltelefon im Wagen blieb, konnte die Polizei diesen in Watertown orten.
In Watertown kam es zu einem heftigen Schusswechsel mit der Polizei, bei dem mehr als 250 Schüsse abgegeben wurden und die Zarnajew-Brüder auch Sprengsätze warfen. Dabei wurden ein Polizist und Tamerlan Zarnajew schwer verletzt. Als Polizisten ihn festnehmen wollten, wurde er von seinem Bruder überfahren. Tamerlan starb am 19. April 2013 um 01:35 Uhr Ortszeit in einem Krankenhaus. Dschochar Zarnajew flüchtete mit dem Wagen und ließ ihn anschließend in Watertown zurück.

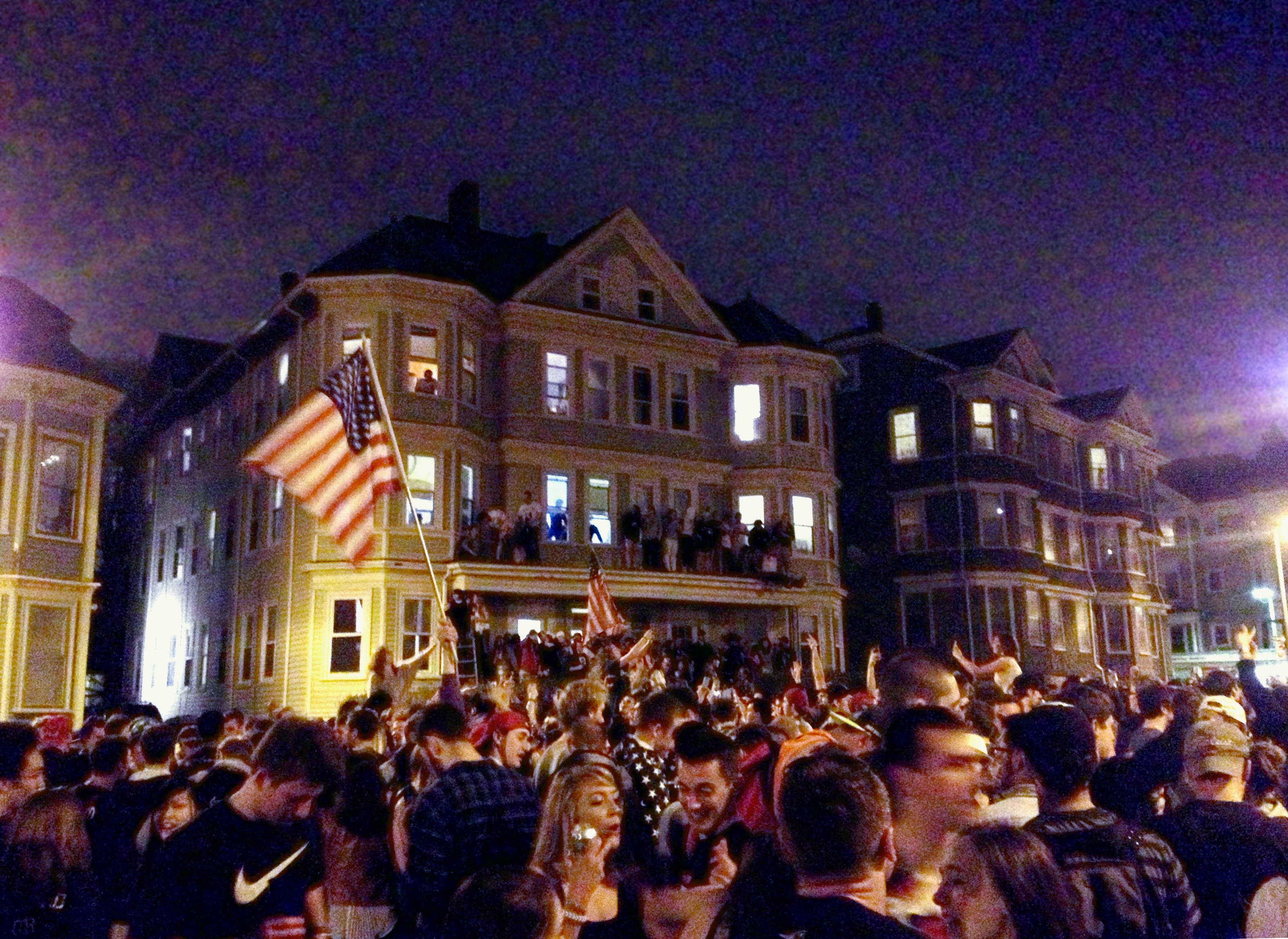
Spontane Straßenfeier in Boston nach Ergreifung des zweiten Tatverdächtigen Dschochar Zarnajew

Bis zum späten Nachmittag des 19. April 2013 kam es zu einer groß angelegten Ringfahndung nach Dschochar Zarnajew. Das öffentliche Leben in Boston stand in dieser Zeit großteils still. Der öffentliche Nahverkehr, teilweise auch Taxidienste und Amtrak-Zugverbindungen in und nach Boston wurden eingestellt. Schulen, Universitäten, andere öffentliche Einrichtungen sowie viele Geschäfte im Großraum Boston blieben geschlossen. Die Bevölkerung wurde aufgefordert, zu Hause zu bleiben.
Die Fahndung nach Dschochar Zarnajew konzentrierte sich auf die Region um Watertown. Dort durchsuchten Polizeieinheiten Haus für Haus. Gegen 19:30 Uhr Ortszeit wurde Dschochar Zarnajew in einem Boot in einem Garten in der Franklin Street von Watertown entdeckt. Dem Besitzer waren Blutspuren und die flatternde Abdeckplane aufgefallen.
Nachdem Einsatzkräfte zunächst das Feuer eröffnet hatten und nach zwanzigminütigen Verhandlungen mit der Polizei gab Dschochar Zarnajew um 20:42 Uhr Ortszeit schwer verletzt auf, wurde erstversorgt und dann in das Beth Israel Deaconess Hospital gebracht. Er hatte mehrere schwere Schussverletzungen. Später stellte sich heraus, dass Zarnajew in dem Boot unbewaffnet war.

### Weitere Ermittlungen und Anklage
In den Wohnungen der Brüder und in Watertown wurden sieben weitere selbstgebaute Sprengsätze gefunden. Die Ermittler befragten Dschochar Zarnajew zunächst für 16 Stunden, ohne ihm das Recht auf einen Anwalt und das Zeugnisverweigerungsrecht mitzuteilen. Dies ist normalerweise verpflichtend; das FBI vermutete jedoch, es könnte noch weitere Mittäter geben oder noch weitere Sprengsätze platziert sein, und erzwang eine Ausnahmeregelung. Wegen einer Schussverletzung im Mundbereich konnte Dschochar auf Fragen von Ermittlern nur schriftlich antworten. Er äußerte dabei, sein Bruder sei die treibende Kraft bei der Planung und Ausführung des Anschlages gewesen und habe damit den Islam verteidigen wollen. Sie hätten allein gehandelt; es stecke keine Terrororganisation hinter der Tat. Die Brüder hätten außerdem einen Anschlag auf den Times Square in New York City vorgehabt.
Am 22. April 2013 wurde Anklage gegen Dschochar Zarnajew vor einem US-Bundesgericht wegen Verwendung von Massenvernichtungsmitteln (unkonventioneller Sprengsatz) sowie heimtückischer Zerstörung von Eigentum mit Todesfolge erhoben. Ihm drohte die Todesstrafe. Bei einer Verhandlung vor einem Gericht des Bundesstaates Massachusetts wäre dies nicht der Fall gewesen, da in diesem Bundesstaat die Todesstrafe schon seit mehr als 20 Jahren abgeschafft ist. Zuvor forderten einige Politiker, darunter Mitglieder des Senats der Vereinigten Staaten sowie des Repräsentantenhauses der Vereinigten Staaten, Dschochar als ungesetzlichen Kombattanten zu behandeln. Die republikanischen Senatoren John McCain und Lindsey Graham forderten sogar die Einstufung der Täter als „feindliche Kämpfer“. Am 1. Mai 2013 nahmen die Behörden drei weitere Verdächtige in Gewahrsam. Zwei Kasachen sowie ein weiterer Student der University of Massachusetts wurden wegen Beweismittelvernichtung und Falschaussagen verhaftet und angeklagt. Die Studenten waren Freunde von Dschochar; laut Anklage wollten sie Beweismittel aus dessen Wohnung vernichten, nachdem sie Dschochar auf den Fahndungsbildern erkannt hatten.
Am 22. Mai 2013 wurde ein Freund von Tamerlan Zarnajew über den Anschlag sowie weitere Verbrechen in seiner Wohnung in Orlando vom FBI befragt. Bei der rund acht Stunden andauernden Befragung soll er einen FBI-Ermittler angegriffen haben, woraufhin dieser ihn erschoss.
Am 8. April 2015 erklärten die Geschworenen Dschochar Zarnajew in allen 30 Anklagepunkten, von denen auf 17 die Todesstrafe steht, für schuldig. Über das Strafmaß, das entweder auf lebenslange Haft oder die Todesstrafe lauten konnte, wurde in einem weiteren Verfahren entschieden. Damit endete der erste Prozessabschnitt. Am 15. Mai 2015 wurde er von den Geschworenen einstimmig zum Tode verurteilt. Im Juli 2020 hob ein Berufungsgericht, nachdem Zarnajew das Urteil angefochten hatte, die Todesstrafe auf. Als Begründung gab das Gericht an, bei dem Prozess gegen Zarnajew habe der zuständige Richter die ausgewählte Jury nicht ausreichend auf Befangenheit überprüft. Das Berufungsgericht wies eine niedere Instanz an, einen neuen Prozess zu beginnen, in dem über Zarnajews neue Strafe verhandelt werden kann.
Der Oberste Gerichtshof der Vereinigten Staaten erklärte das Todesurteil am 4. März 2022 schließlich für rechtmäßig.

### Hintergrund der Täter
Die beiden Täter, der zum Tatzeitpunkt 19-jährige Dschochar Zarnajew und sein bei der Festnahme getöteter 26-jähriger Bruder Tamerlan, sind bzw. waren tschetschenischer und awarischer Abstammung und wuchsen in Tokmok, Kirgisistan auf, bevor die Familie 2001 nach Machatschkala, Dagestan zog. Die Familie emigrierte 2002 in die USA, wo sie Asyl beantragte. Im März 2007 erhielt die Familie dauerhafte Aufenthaltsgenehmigungen für die USA. Sie ließ sich in Massachusetts nieder. Nach Ansicht des Journalisten Jan Christoph Wiechmann befand sich die Familie im Zwiespalt zwischen den verschiedenen Kulturen. In jenen Tagen im April seien Identitätskrisen, Größenwahn sowie der Zusammenbruch der Familie zusammengekommen – ein Vorgang, der an einen schlechten Film erinnere „mit seinen Fehden und Zwangshochzeiten, mit Drogenhandel und Perspektivlosigkeit und über allem: die Selbstverständlichkeit von Gewalt“. Im Jahr 2011 lebte die Familie von Sozialhilfe und Essensmarken. Im September wurden die Eltern geschieden und der Vater Ansor Zarnajew zog in seine Heimat zurück. Im Sommer 2012 verließ auch die Mutter die USA.
Zum Zeitpunkt der Bombenanschläge auf den Boston-Marathon lebten beide Brüder seit zehn Jahren im Großraum Boston. Dschochar Zarnajew, der seit 2012 die US-Staatsbürgerschaft besitzt, studierte Meeresbiologie an der University of Massachusetts. Im Herbst 2012 hatte er 20.000 Dollar Schulden. Tamerlan Zarnajew war verheiratet und hatte eine zweijährige Tochter. Er widmete sich zuhause dem Koranstudium; seine Frau verdiente den Lebensunterhalt allein.
Im März 2011 wurde das FBI vom russischen Inlandsgeheimdienst FSB informiert, Tamerlan sei „Anhänger eines radikalen Islam“. Der FSB soll damals über die US-Botschaft in Moskau eine Anfrage an das FBI gerichtet haben. Darin stand offenbar, Tamerlan Zarnajew habe sich „seit 2010 drastisch verändert“ und bereite eine Reise nach Russland vor, um sich „Untergrund-Gruppierungen“ anzuschließen. Der FSB erbat mit der Anfrage vom FBI Informationen über Zarnajew. In Folge befragte das FBI Tamerlan Zarnajew und seine Angehörigen, fand aber keine Beweise für terroristische Aktivitäten. Das FBI nahm Zarnajew in eine Warnliste der Zollbehörden auf, in das sogenannte TECS (Treasury Enforcement Communications System).
Wenig später stellte der russische Geheimdienst dieselbe Anfrage an den US-Auslandsgeheimdienst CIA. Dieser förderte bei der Suche in seinen Datenbanken offenbar auch keine Hinweise auf terroristische Aktivitäten zutage, ließ Zarnajew aber ebenfalls auf eine Warnliste setzen, die Datenbank TIDE (Terrorist Identities Datamart Environment).

## Verarbeitung in den Medien
Kurz nach dem Anschlag begann der Krimi-Autor Casey Sherman in Zusammenarbeit mit dem Boston-Herald-Journalisten Dave Wedge, die Geschehnisse in eine Novelle umzusetzen. Im Juli 2013 erwarb die Gotham Group die Filmrechte am Buch und beauftragte die Drehbuchautoren Eric Johnson und Paul Tamasy mit der Umsetzung in ein Filmskript. Das Buch erschien Anfang 2015 unter dem Titel Boston Strong: A City’s Triumph over Tragedy bei University Press of New England. Der Filmthriller Boston (Patriots Day) mit Mark Wahlberg in der Hauptrolle wurde 2016 veröffentlicht. Eine weitere Verfilmung der Geschehnisse erfolgte im Jahr 2017 mit der Filmbiografie Stronger von David Gordon Green. Die Bostoner Rockband Aerosmith veröffentlichten zum ersten Jahrestag des Anschlages im April 2014 ein gemeinsam mit dem Southern California Children’s Chorus aufgenommenes Video ihres Titels Dream On.
2023 veröffentlichte Netflix die Dokumentarserie American Manhunt – Der Anschlag auf den Boston-Marathon, welche die Geschehnisse des Anschlags aufarbeitet.